# Hugo Gerhard Ströhl

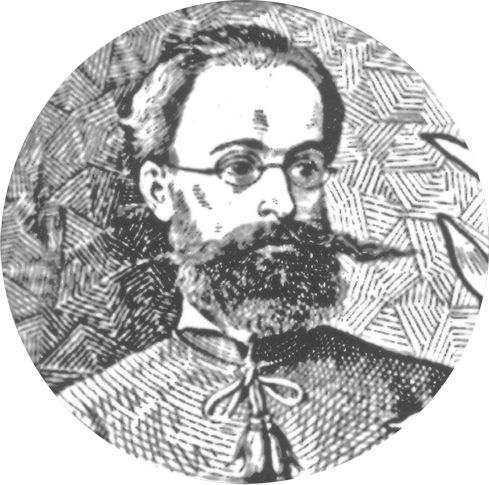
Hugo Gerhard Ströhl

Hugo Gerhard Ströhl (Wels, 24 september 1851 – Mödling, 7 december 1919) was een Oostenrijks heraldicus. 
Ströhl werd in Wels in Boven-Oostenrijk geboren en studeerde, omdat hij als jongen een getalenteerde tekenaar bleek te zijn, aan de Weense school voor toegepaste kunst, de "Kunstgewerbeschule des Österreichischen Museums für Kunst und Industrie" (tegenwoordig "Hochschule für angewandte Kunst" geheten). Naast een aanstelling als leraar tekenen werkte Ströhl in zijn eigen uitgeverij en atelier voor grafische vormgeving. Ströhl ontwierp vooral boeken en vignetten. De schitterende wapentekeningen van Ströhl werden in boekvorm uitgegeven.
In 1890 verscheen Ströhls beroemd geworden "Österreichisch-Ungarische Wappenrolle", een overzicht van de heraldiek in de dubbelmonarchie die hij slechts enige maanden overleefde.
Ströhls interesse in heraldiek en vormgeving leidde ook tot de publicatie van "Nihon mon cho" een studie van de "mon" of Japanse heraldische insignes.
Ströhls Heraldische Atlas geldt als een van de standaardwerken van de Duitse heraldiek.
Overal in Duitsland en Oostenrijk vindt men de door Ströhl ontworpen gemeentewapens terug. Hij ontwierp ook het wapen van gemeente Wenen. De tekening van het wapen van de koning van Pruisen is, onder heraldici, wereldberoemd geworden.
Hugo Gerhard Ströhl was sinds 1905 erelid van de Heraldische Vereniging "Zum Kleeblatt" von 1888 zu Hannover e.V.

## Ander werk van Hugo Gerhard Ströhl
Op de wanden van de St. Karl Borromäuskerk in het geriatrisch centrum "Am Wienerwald" werden naar schetsen van Hugo "Gerard" (hier zo geschreven) Ströhl 130 wapens van de Weense gilden aangebracht.